# بقسانی
بقسانی، روستایی است از توابع بخش مرکزی شهرستان خواف استان خراسان رضوی ایران.

## جمعیت
این روستا در دهستان نشتیفان قرار داشته و بر اساس سرشماری سال ۱۳۹۰ جمعیت آن (۱۲۰خانوار) ۱۰۰۰نفر بوده است. این روستا به عنوان مرکز روستاهای بخش کلاته‌ها شناخته می‌شود و علت آن هم موقعیت آن بوده که در مرکز قرار گرفته و توسط روستاهای دیگر احاطه شده است.
1. ↑  https://rostamap.ir/24478/